# Valeria Barssova
 (juillet 2025).
Si vous disposez d'ouvrages ou d'articles de référence ou si vous connaissez des sites web de qualité traitant du thème abordé ici, merci de compléter l'article en donnant les références utiles à sa vérifiabilité et en les liant à la section « Notes et références ».
Valeria Vladimirovna Barssova (en russe : Валерия Владимировна Барсова), née Vladimirova le 13 juin 1892 à Astrakhan (Empire russe) et morte le 13 décembre 1967 à Sotchi (Union soviétique), est une chanteuse soprano lyrique colorature russe et soviétique. Elle fut nommée artiste du Peuple d'URSS en 1937 et reçut le prix Staline de première classe en 1941.

## Biographie
Elle prend ses premières leçons auprès de sa sœur, puis étudie le piano avec Artur Kapp. Elle entre ensuite au conservatoire de Moscou où elle étudie auprès d'Umberto Mazetti et qu'elle termine en 1919. Elle fait auparavant, pendant l'année 1917, ses premières apparitions sur scène au théâtre d'opéra de Zimine (qui l'avait remarquée alors qu'elle chantait dans un cabaret de Moscou) dans Gilda de Rigoletto et chantant en russe les rôles de Suzanne des Noces de Figaro, Constance de L'Enlèvement au sérail, Nedda de Paillasse, les quatre héroïnes des Contes d'Hoffmann. Elle chante avec Chaliapine au jardin de l'Ermitage (remplaçant au pied levé Antonina Nejdanova) le rôle de Rosine du Barbier de Séville en 1919. l'année suivante, elle interprète Rosine, de ce même opéra, sur la scène du Bolchoï. Elle demeure soliste du Bolchoï, jusqu'en 1948, et chante les rôles principaux du répertoire (toujours en russe): Violetta, Madame Butterfly, Gilda, Mimi, Juliette, Manon et aussi les grands rôles de La Dame de pique, Le Coq d'or, Rouslan et Ludmila, La Demoiselle des neiges, Ivan Soussanine, Sadko, etc.
En 1929, elle fait une tournée à Berlin et en Pologne. Elle est évacuée avec le reste de la troupe à Kouïbychev pendant la guerre, où elle se produit au théâtre d'opéra de la ville. C'était une des sopranos de cette époque les plus fameuses d'URSS grâce à sa voix claire et brillante.
Elle quitte la scène en 1948 et enseigne au conservatoire de Moscou de 1950 à 1953, puis elle se retire à Sotchi, où elle termine ses jours et est enterrée.
La villa où elle a demeuré de 1947 à sa mort à Sotchi est devenue un musée.

## Distinctions
- Ordre de Lénine
- Ordre du Drapeau rouge du Travail
- Artiste du Peuple d'URSS (1937)
- Prix Staline (1941)

## Hommages
Le cratère vénusien Barsova a été nommé en son honneur.